# JCSAT-1B
JCSAT-1B 及び調達呼称JCSAT-5はかつて旧JSAT社が打ち上げ、スカパーJSAT株式会社が運用していた通信衛星。

## 概要
JCSAT-1Bは、Kuバンドトランスポンダを計32本搭載する通信衛星。カバーエリアは日本からアジア中部までと、ハワイである。
2005年の1月と7月に燃料スラスタに異物が入り込み、完全な閉塞ができなくなったために姿勢制御が不能になったが、同年9月には復旧している。これによって旧JSAT社は2006年の3月期には95億円の赤字となっていた。